# Eider

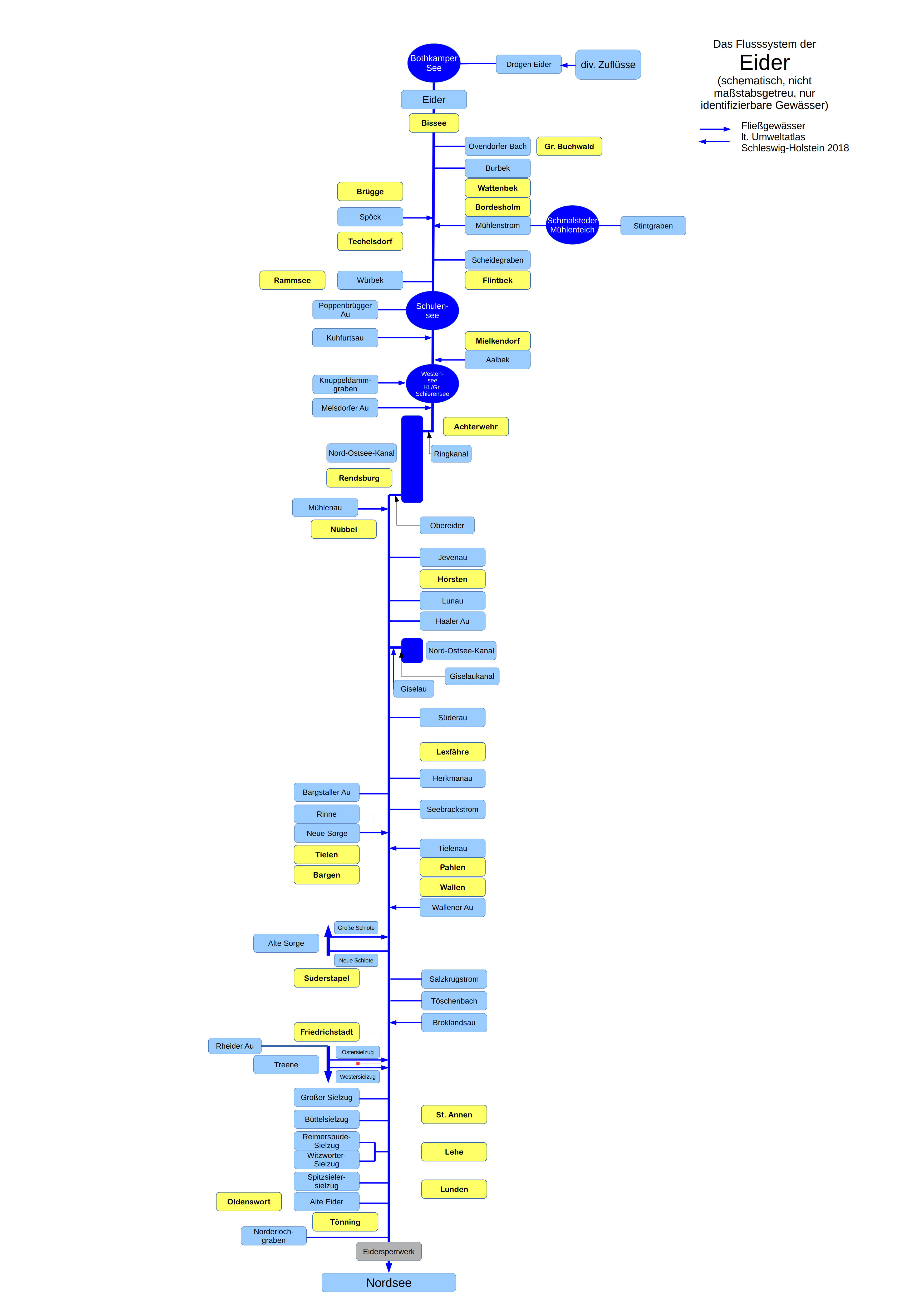
Das Flusssystem der Eider (schematisch)

Die Eider (lateinisch Egdor; altnordisch Egða; dänisch Ejderen) ist ein bedeutender Fluss in Schleswig-Holstein. Durch den Nord-Ostsee-Kanal ist der Lauf der Eider östlich von Rendsburg unterbrochen: Die obere Eider (Gewässerkennzahl 59782) geht bei Achterwehr in den Ringkanal über, der östlich vom Flemhuder See von Süden in den Nord-Ostsee-Kanal mündet. Mit diesem gehört sie hydrologisch zum Einzugsgebiet der Elbe. Der ebenso bezeichnete ehemalige Flussabschnitt, der die Gemarkung Büdelsdorf von Rendsburg abteilt, ist heute quasi ein seitlich stehendes Nebengewässer des Nord-Ostsee-Kanals. Der weitere Verlauf der Eider nordwestlich von Rendsburg wird auch als Untereider bezeichnet. Er beginnt nordwestlich von der Rendsburger Altstadt am Abfluss des Rendsburger Stadtsees. Als direkter Nordseezufluss ist die Untereider (Gewässerkennzahl 952) namenstiftend für die Flussgebietseinheit Eider im westlichen Teil Schleswig-Holsteins.
In einem erstmals 1969 in einer Beilage zur Zeitschrift Dithmarschen: Blätter zur Heimatkunde veröffentlichten Essay gesteht der ehemalige Direktor des Dithmarscher Landesmuseums in Meldorf, Nis R. Nissen (1925–2000), der Eider nach allen wasserbaulichen Maßnahmen heute nur noch eine Länge von 108 km zu. Zu dem Ergebnis kommt auch eine landeskundliche Bestandsaufnahme aus dem Jahr 2013.
Das Reich Karls des Großen endete an der Eider. Von 811 bis 1864 markierte der Fluss mit zwei kurzen Unterbrechungen die Südgrenze Dänemarks. Er hat im 19. Jahrhundert den dänischen Nationalliberalen den Namen Eiderdänen eingebracht, da sie weiterhin den Fluss als dänische Südgrenze betrachteten.

## Name
Der Name der Eider leitet sich mit einer gewissen Wahrscheinlichkeit von Egidor (Fluttor, Schreckenstor) ab und spielt auf den germanischen Meerriesen Ægir an, der für Fluten und damit verbundene Schrecken verantwortlich gemacht wurde. Die nach Volker Schmidt erste lateinische Erwähnung als Flumen Egidora legt diese Annahme nahe. Weitere Namen der Eider wie Egidorae fluminis (9. Jh. Reichsannalen), fluminis Eydori (12. Jh. Saxo Grammaticus), Eidera (1148 Urkunde Heinrich des Löwen) und Eydaer (1235 im Erdbuch König Waldemars II.) geben Aufschluss über die Herleitung zum heutigen Namen.

## Geografie

### Flusslauf
Im Topografischen Atlas Schleswig-Holstein von 1963 heißt es: „Die Eider entspringt beim Gut Schönhagen.“ Das stimmt noch heute: Die Eider entspringt zu gleicher Stärke in zwei in Holstein gelegenen Quellteichen, nämlich dem See am Forsthaus Mannhagen südlich Schönhagen und dem Heickenteich beim Ovendorfer Redder oberhalb des Klasterdoppelteiches, der früher herkömmlich als Quellteich angesehen wurde, jedoch einen geringeren Wasseraustritt hat. Die Ausflüsse der beiden oberen Quellteiche sind heute teilweise stark verrohrt und treffen sich unterhalb von Klein Buchwald zur Drögen Eider, die zum Bothkamper See fließt, der zwischen Bordesholm und Preetz liegt. Vom See fließt sie erst ein kleines Stück nach Südwesten, um dann östlich an Bordesholm vorbeizufließen. Fortan fließt ihr Wasser Richtung Norden nach Flintbek, Molfsee und dann in den Schulensee, der am südwestlichen Stadtrand von Kiel liegt.
Das obere Eidertal wurde als Modellprojekt für die Vernässung von Niedermooren ausgewählt. Die Eiderniederung wird dort extensiv beweidet. Dabei werden Abbildzüchtungen von Wildpferderassen und Auerochsen eingesetzt. Zu dem 390 Hektar großen Projektgebiet gehören sowohl die Niederung als auch die angrenzenden Hänge.
Obwohl die Eider sich bei der Großstadt Kiel dicht an der Ostsee vorbeischlängelt, versperrt eine Endmoräne, der Hornheimer Riegel, den Weg zur Ostsee, und die Eider wendet sich fortan der Nordsee zu: Nach Durchfließen des Schulensees fließt sie in Richtung Westen in den Westensee und durch ihn nach Norden. Beim Flemhuder See, an dem sie seit der Erweiterung des Nord-Ostsee-Kanals 1907–1914 im Achterwehrer Schifffahrtskanal östlich vorbeifließt, mündet sie in den Nord-Ostsee-Kanal, der bis Rendsburg im Wesentlichen dem alten Flusstal folgt. In diesem Bereich existieren daneben noch Strecken als Alte Eider und des ehemaligen Eiderkanals.
Zentral für die Eider liegt Rendsburg: Hier entspringt die Eider in Rendsburg sozusagen neu, da kein Wasser aus dem Nord-Ostsee-Kanal zurück in den Fluss gelangt. Das Teilstück der Eider zwischen Steinwehr und Rendsburg wird als Obereider (auch Obereiderseen wegen der seeartigen Verbreiterungen) bezeichnet.
Danach mäandert die Eider nach Westen über Friedrichstadt nach Tönning, wo sie in den Purrenstrom mündet, ihren etwa neun Kilometer langen und zwei Kilometer breiten Mündungstrichter. Nicht nur in diesem Bereich ihres Unterlaufs ist die Eider ein Tidefluss, der Brackwasser- und Süßwasserwatten aufweist. Am Südwestende des Purrenstroms befindet sich das große Eidersperrwerk. Direkt dahinter befinden sich das Wattenmeer der Nordsee und der Bereich der Außeneider.
Durch die bei Ebbe und Flut auftretenden gewaltigen Strömungen hat sich das Flussbett der Eider sehr tief in den weichen Marschboden geschnitten, der vorwiegend aus Klei besteht. So findet man vor allem in den scharfen Flusskurven Wassertiefen bis zu 20 m vor. An einigen seichten Stellen sind offizielle Badestellen entstanden. Dort kann direkt in der Eider geschwommen werden.
Die größten Nebenflüsse der Eider sind die Treene und die Sorge. Der Unterlauf der Eider ist durch den Gieselaukanal mit dem Nord-Ostsee-Kanal verbunden.
Der mittlere Abfluss der Eider beträgt 6,5 m³/s.

Flussansichten
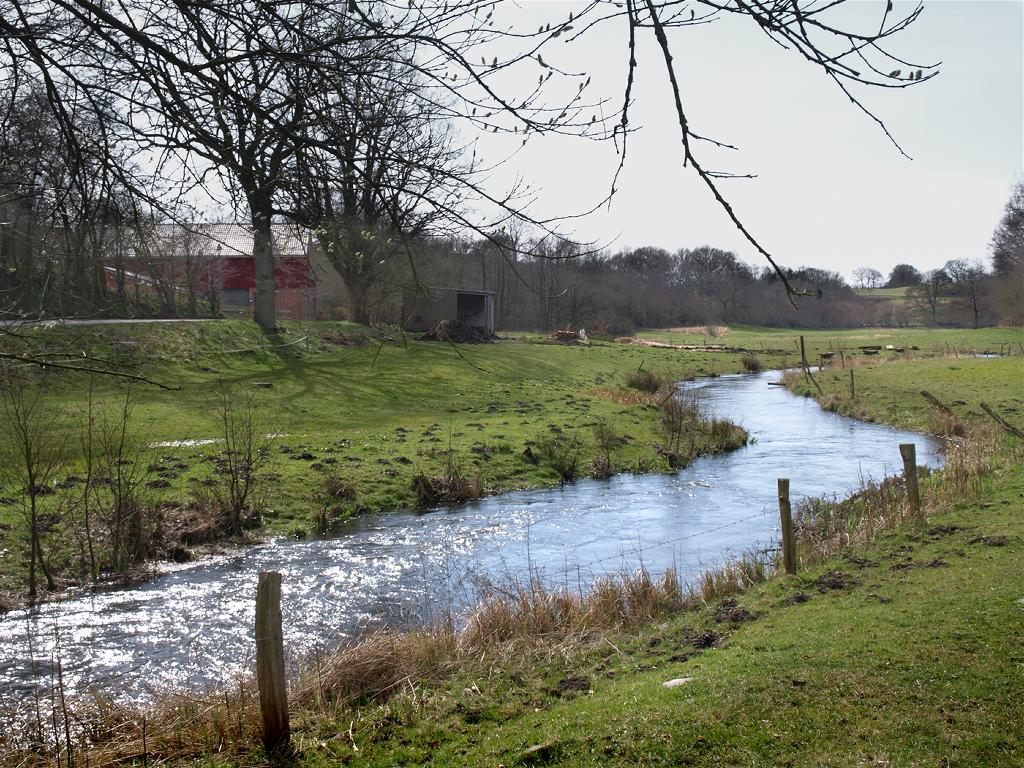
Obere Eider zwischen Bordesholm und Flintbek
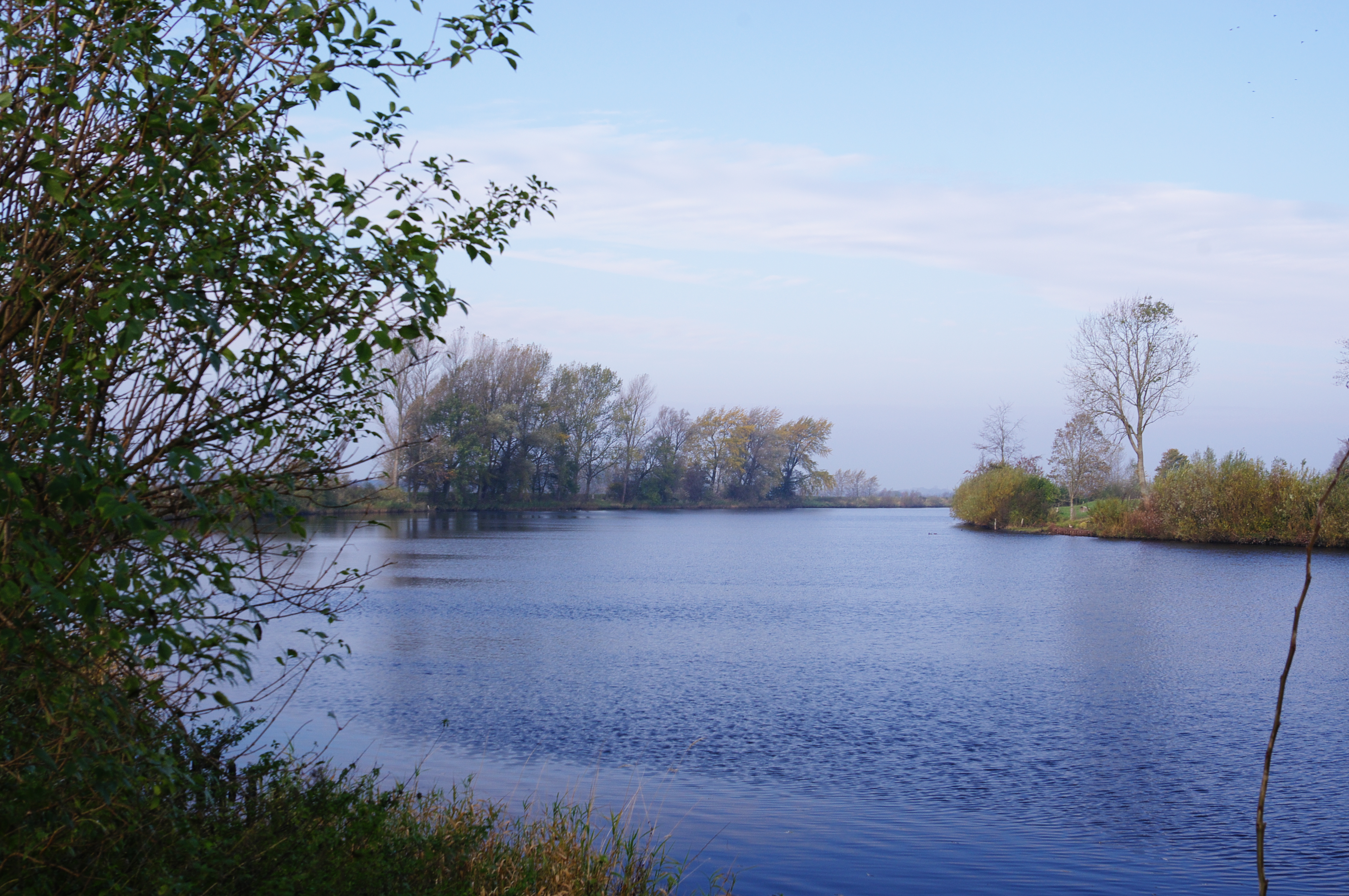
Untere Eider bei Pahlen zwischen Rendsburg und Friedrichstadt
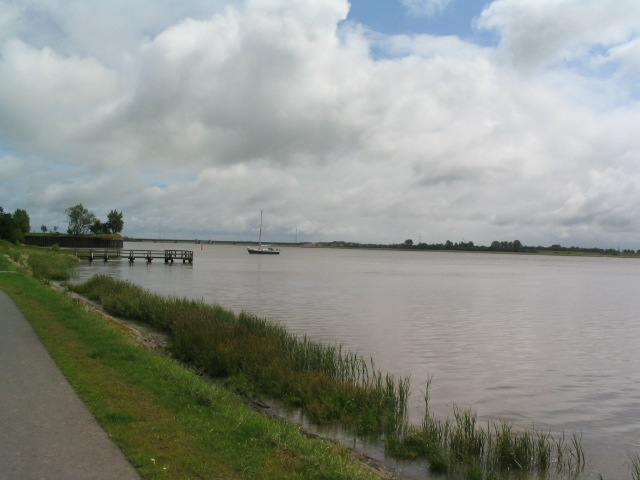
Die Eider nahe der Mündung bei Tönning

### Geschichte des Flusslaufs

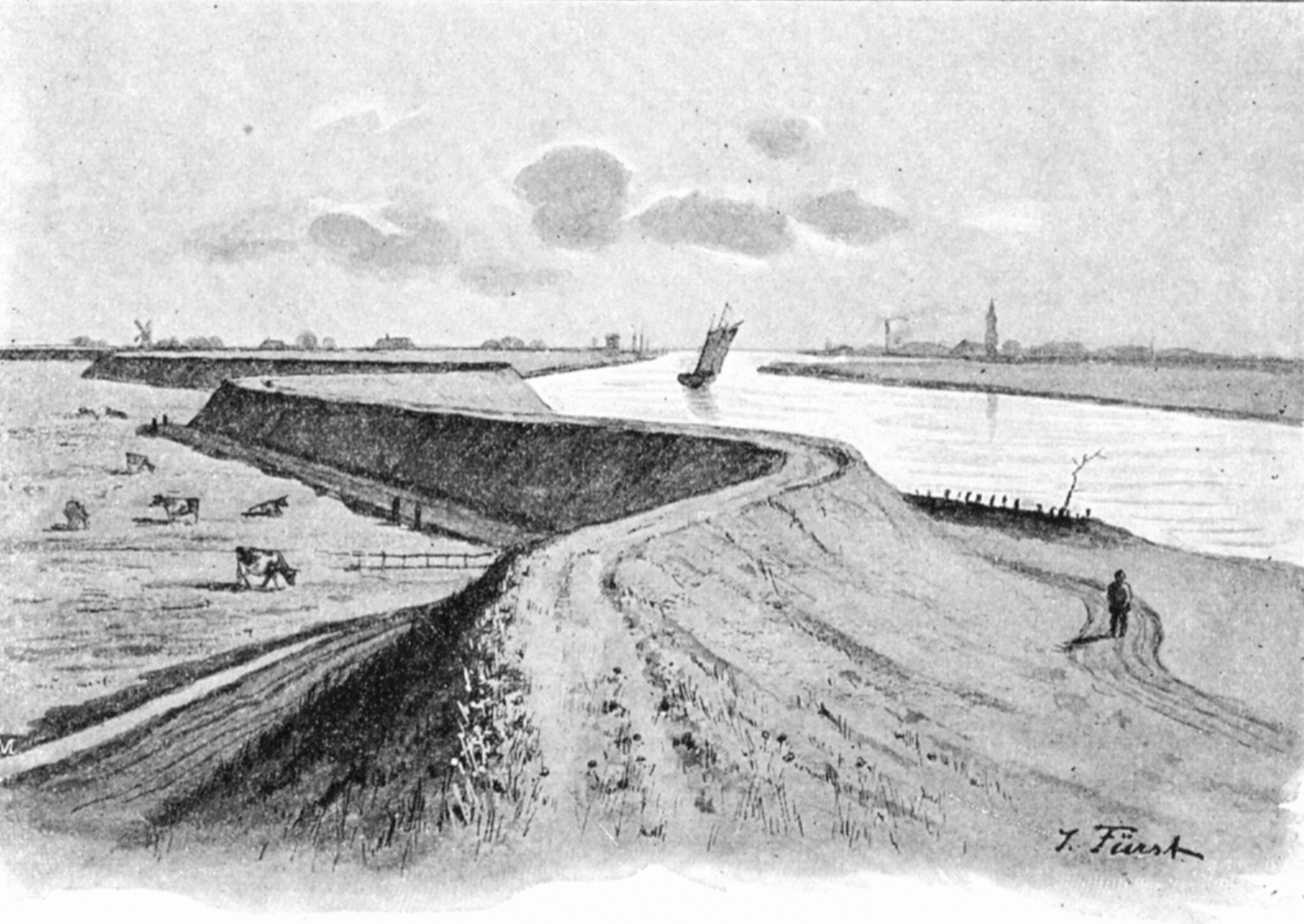
Die Eider bei Groven (um 1895)

Zu Beginn der bekannten Entwicklung hatte die Eider eine Flusslänge von etwa 200 km und ein Einzugsgebiet von 3300 km².
Die Eider blickt auf eine sehr lange Geschichte als Wasserweg zurück. Schon während der Wikingerzeit diente die Route von der Nordsee durch die Flüsse Eider und Treene und weiter über Land nach Haithabu an der Schlei als Verbindung zum Ostseeraum.
Die Eider ist seit dem Mittelalter starken Veränderungen unterworfen gewesen. Eingriffe im Flusslauf und damit verbundene Änderungen des alten Flussbettes sind heute auf Luftbildern noch deutlich zu erkennen. 1499 wurde auf Höhe der heutigen Siedlung Bösbüttel, Gemeinde Sankt Annen (Dithmarschen), ein Seitenarm der Eider zu Dithmarschen hin eingedeicht. 1570–1589 wurde ein neuer Zufluss der Treene zur Eider hergestellt. „Mit der Abdämmung der Treene ist ein folgenschwerer Eingriff in die Abflussverhältnisse der Eider vollzogen worden.“ Über anfangs wohl vier, später nur noch drei Siele entwässerte die Treene bei Friedrichstadt in die Eider.
Mit dem Bau des Schleswig-Holsteinischen Kanals 1777–1784 (ab 1853: Eiderkanal) von Holtenau nach Rendsburg wurde dann ein durchgehender Schifffahrtsweg zwischen Nord- und Ostsee geschaffen, der auch für den Handel zwischen England, Frankreich, Holland und der Ostsee genutzt wurde. Dies führte zu einer wirtschaftlichen Blüte in dieser Region. War schon der Eiderkanal ein starker Eingriff in die Hydrographie der Eider, so noch mehr sein Nachfolger, der Nord-Ostsee-Kanal (NOK), der lange Strecken der Eider und des Eiderkanals ersetzt. Die Obereider mündete durch den Flemhuder See in den NOK und schnitt damit 37 % des Einzugsgebiets von der Untereider ab, was unterhalb Rendsburgs zu starken Verschlickungen führte. In Rendsburg wurde durch eine Schleuse eine Verbindung zwischen Eider und NOK hergestellt, die 1936/37 durch den Gieselaukanal ersetzt wurde.
Von 1935 bis 1937 wurde südöstlich von Friedrichstadt die Eiderabdämmung Nordfeld bei km 78,3 gebaut, um einen besseren Schutz vor Sturmfluten mit den immer wiederkehrenden Überschwemmungen und Zerstörungen in den Marschen links und rechts der Eider zu erreichen und die Vorflut für dieses Gebiet zu verbessern. Seitdem ist die Eider nur noch zwischen Nordfeld und der Mündung ein Tidegewässer, und man bezeichnet die Strecke unterhalb Nordfeld als Tideeider und oberhalb als Binneneider. Vor der Abdämmung reichten die Gezeiten noch bis nach Rendsburg. Das Sielbauwerk mit fünf Öffnungen von je 6 m Breite und die 65 m lange Schiffsschleuse Nordfeld liegen in einem Flussdurchstich. Bei km 26,1 wurde die Staustufe Lexfähre mit Schleuse errichtet.

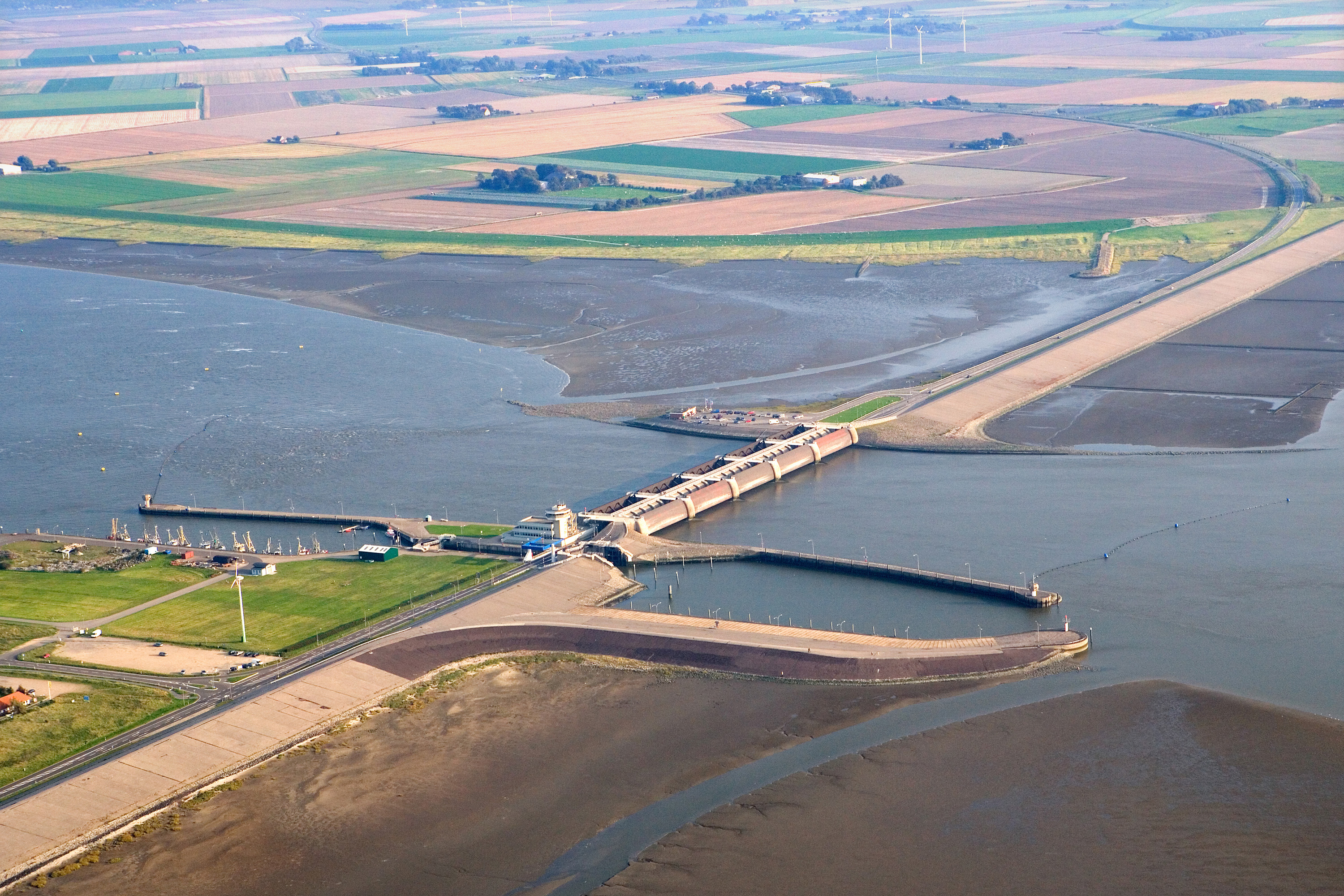
Eidersperrwerk

Die Eiderabdämmung bei Nordfeld hat den Sturmflutschutz der oberhalb gelegenen Eiderniederung voll gewährleistet. Es kam aber wegen der starken Veränderung der Tideverhältnisse unterhalb der Abdämmung zu einer so nicht vorhergesehenen Versandung, durch die Vorflut und Schifffahrt gefährdet wurden. Deshalb wurde in den Jahren von 1967 bis 1973 im Rahmen des Programms Nord ein Sturmflutsperrwerk im Eidermündungstrichter (Katinger Watt) gebaut, das nun auch das Gebiet zwischen Nordfeld und Sperrwerk vor Sturmfluten schützt. Das Eidersperrwerk liegt in einem etwa fünf Kilometer langen Damm. Es hat fünf je 40 m breite Öffnungen mit Segmentverschlüssen und eine Schiffsschleuse. Die normale Tidebewegung wird durch das Sperrwerk nicht wesentlich beeinträchtigt. In den 1990er Jahren kam es zu einem erhöhten Rückstau, weil man aufgrund einer extremen Wetterlage nicht genügend Oberflächenwasser entwässern konnte.

### Die Untereider als Vorfluter
Infolge des Klimawandels erschwert der steigende Meeresspiegel die Rolle der Untereider und ihrer Zuflüsse,  als Vorfluter die Entwässerung weiter Niederungsflächen zu gewährleisten. Problembeschreibung ("Eiderproblem") und Lösungsansätze bieten die Projekte „Niederungen 2050“ und „Zukunft Eider“.

## Sprachgrenze
Zusammen mit der in alter Zeit kaum besiedelten Eider-Treene-Sorge-Niederung war die Eider nicht nur eine politische Grenze, zum Beispiel im Mittelalter zwischen Sachsen und Slawen im Süden und Dänen/Jüten und Friesen im Norden. Bis in die Neuzeit hinein war die Eider auch eine Sprachgrenze zwischen Niederdeutsch einerseits und friesischen und dänischen Sprachvarianten andererseits.

## Die Eider als Reichsgrenze
Gemeinsam mit der Levensau, die bis zum Kanalbau im Jahr 1777 nördlich der Stadt Kiel in die Kieler Förde mündete, bildete die Eider seit 811 die Grenze zwischen den fränkischen (bzw. später römisch-deutschen) und dänischen Reichen: Der Wikingerkönig Hemming schloss 811 an der Grönsfurt bei Fockbek einen Friedensvertrag mit Karl dem Großen, der im Zuge des Sachsenkrieges auch die nördlich der Elbe gelegenen sächsischen Siedlungsgebiete (das spätere Holstein) unterworfen und dadurch Dänemark vom Süden her bedroht hatte. (Die Dänen waren zwischen 300 und 500 offenbar in die Gebiete der Jüten und Angeln eingewandert.)
Nachfolger des Fränkischen Reiches wurde ab dem 10. Jahrhundert das Heilige Römische Reich, dessen Nordgrenze folglich ebenfalls die Eider war (nur um 1000 lag die Grenze zeitweilig an der Schlei). Südlich der Eidergrenze entstand aus den sächsischen Gebieten die deutsche Grafschaft Holstein, nördlich davon entstand aus den dänisch und friesisch besiedelten Gebieten das Jarltum Süderjütland und nachfolgend das Herzogtum Schleswig, das zunehmend selbständig wurde, aber rechtlich stets ein dänisches Lehen blieb. Im unmittelbaren Süden Schleswigs bestand anfangs noch ein nahezu unbesiedelter Grenzstreifen wie der Dänische Wohld, der ab etwa 1260 vom dänischen König verpfändet und von Holstein aus durch deutsche Siedler kolonisiert wurde, womit die Eider ihre Funktion als Sprachgrenze allmählich verlor. Auch nachdem der dänische König im 15. Jahrhundert in Personalunion auch Graf von Holstein geworden war, das kurz darauf zum Herzogtum erhoben wurde, behielt die Eider aber ihre Funktion als Reichsgrenze, da Holstein nach wie vor als deutsches und Schleswig entsprechend als dänisches Reichslehen verblieben. Erst mit Auflösung des Heiligen Römischen Reiches 1806 büßte die Eider dann ihre Funktion als Staatsgrenze während der Hamburger Franzosenzeit für einige Jahre ein, um dann ab dem Wiener Kongress 1815 die Nordgrenze des Deutschen Bundes zu markieren.
Im deutsch-dänischen Konflikt um das im Süden mittlerweile überwiegend deutsch besiedelte und gesinnte Herzogtum Schleswig im 19. Jahrhundert gab es unter den dänischen Nationalliberalen die Parole Danmark til Ejderen („Dänemark bis zur Eider“), die der Parole der deutschen Schleswig-Holsteiner Up ewig ungedeelt entgegenstand. Der Konflikt mündete in die Schleswig-Holsteinische Erhebung (1848–1851) und die Besetzung Schleswigs nach dem Deutsch-Dänischen Krieg durch Preußen und Österreich (1864), mit der der Fluss schließlich seine Funktion als politische Nordgrenze des Deutschen Bundes und Südgrenze Dänemarks verlor.
Heute kennzeichnen die Eider im Westen sowie im Osten die Levensau (nördlich von Kiel) bzw. der Nord-Ostsee-Kanal die Verbindung der beiden historischen Landesteile Schleswig-Holsteins, Schleswig und Holstein.

## Bundeswasserstraße

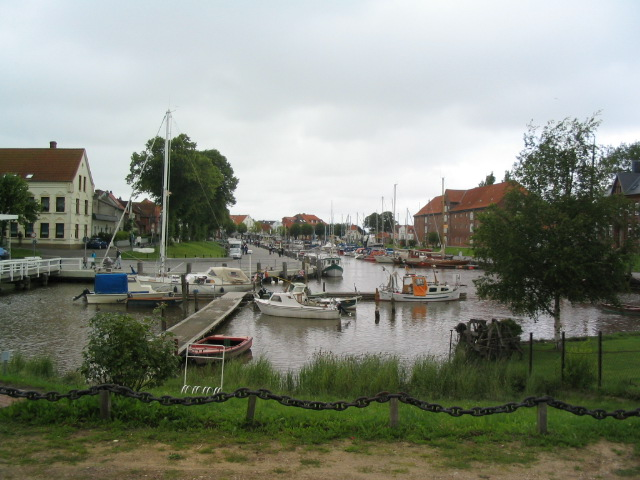
Hafen in Tönning

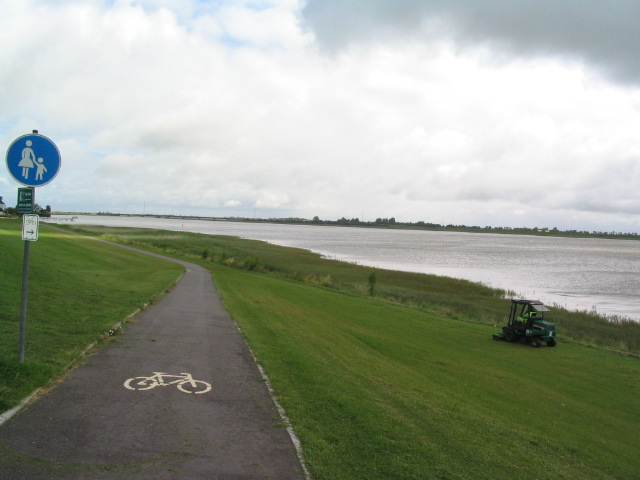
Eiderradweg, westlich von Tönning

Die Eider ist von Rendsburg (km 0,12) bis zur laut Bundeswasserstraßengesetz definierten Mündung bei km 111,15 eine Bundeswasserstraße, wobei die Strecke oberhalb km 22,64 eine sogenannte sonstige Binnenwasserstraße des Bundes ist. Unterhalb km 22,64 ist die Eider eine Binnenwasserstraße der Klasse II. Auf der gesamten Eider gilt die Seeschifffahrtsstraßen-Ordnung. Zuständig ist das Wasserstraßen- und Schifffahrtsamt Tönning. Bei km 22,75 mündet der Gieselaukanal ein als Verbindung zum Nord-Ostsee-Kanal.
Bis 2008 war die Obereider, auch Obereidersee, zwischen Rendsburg und Nord-Ostsee-Kanal ebenfalls Bundeswasserstraße in der Zuständigkeit des Wasser- und Schifffahrtsamtes Kiel-Holtenau, seitdem sind die Städte Büdelsdorf und Rendsburg zu gleichen Teilen zuständig. Hier gilt daher die Landesverordnung für Häfen in Schleswig-Holstein (Hafenverordnung – HafVO), in der unter § 19, Abs. 5 das Ankern untersagt wird. Dies ist ein wichtiger Hinweis für ortsfremde Freizeitkapitäne, da derzeit kein offizielles Hinweisschild darauf aufmerksam macht.
Der Güterverkehr auf der Eider hat durch die Eröffnung des Nord-Ostsee-Kanals an Bedeutung verloren. Dies begünstigt die Sportschifffahrt, zumal über Gieselaukanal und Nord-Ostsee-Kanal eine Verbindung zur Ostsee besteht.
Die Eider wird von mehreren Fähren und Brücken überquert. In den Saisonwochenenden von Mai bis September können Fußgänger und Radfahrer die Eider zum Beispiel an der Hohner und der Bargener Fähre überqueren.

## Siehe weiter
- Liste der Gewässer in Schleswig-Holstein
- Eider-Treene-Niederung
- Eider-Treene-Sorge-Niederung